# Antilibinia smithii
Antilibinia smithii is een krabbensoort uit de familie van de Epialtidae. De wetenschappelijke naam van de soort is voor het eerst geldig gepubliceerd in 1838 door MacLeay.